# Ídolos
Ídolos és una pel·lícula espanyola de gènere romàntic, estrenada en 1943, dirigida per Florián Rey i protagonitzada en els papers principals per Conchita Montenegro i Ismael Merlo.

## Sinopsi
Clara Bell és una bella actriu que triomfa a París i que rebutja contínuament les proposicions amoroses de Paul Raymond, un productor que l'assetja en estar encapritxat d'ella. En el transcurs d'un viatge a Espanya per a preparar la seva pròxima pel·lícula, Clara s'enamora del famós torero Juan Luis Gallardo. La relació amorosa entre els dos serà complicada i estarà esquitxada de malentesos provocats pels estratagemes del productor que es nega a acceptar que Clara no l'estima.

## Repartiment
- Conchita Montenegro com Clara Bell / Margherite Dubois
- Ismael Merlo com Juan Luis Gallardo
- Ramón Martori	com Paul Raymond
- María Brú com Jeanette
- Casimiro Hurtado com Salomón
- Francisco Marimón
- Mary Lamar com Lily Garay
- Manuel Arbó com	Leblanc
- Juan Calvo com director Maretti
- Gracia de Triana com	Gracita, Cantaora
- Elena Salvador